# بقلید
بقلید (به عربی: بقلید) یک روستا در سوریه است که در ناحیه محمبل واقع شده‌است. بقلید ۳۸۷ نفر جمعیت دارد.